# Demet Özdemir
Demet Özdemir (İzmit, 26 de febrero de 1992) es una actriz, bailarina y modelo turca, conocida por interpretar el papel de Sanem Aydın en la serie Erkenci Kuş y el papel de Zeynep Göksu en la serie Mi hogar, mi destino (Doğduğun Ev Kaderindir).

## Biografía
Demet Özdemir nació el 26 de febrero de 1992 en İzmit, en la provincia de Kocaeli (Turquía), de madre Ayşen Şener y padre Sinan Özdemir. Es la menor de tres hijos: tiene un hermano llamado Volkan Özdemir y una hermana llamada Derya Özdemir. Su abuela pertenecía a la minoría turca de Bulgaria y junto con su hermano emigró a Alemania. A la edad de siete años, después del divorcio de sus padres, se mudó a Estambul con su madre, hermano y hermana.

## Carrera
Demet Özdemir hace de la danza un trabajo, de hecho forma parte del cuerpo de baile de la cantante Bengü y posteriormente se unió a los bailarines del grupo musical Efes Kızları. Además, aparece en el video musical de la canción Ateş Et Ve Unut de Mustafa Sandal y en el video musical de Hodri Meydan de Bengü.
En 2013 y 2014 se unió al elenco de la serie emitida en Fox Sana Bir Sır Vereceğim junto a Esra Ronabar, Murat Han y Ekin Koç, interpretando el personaje de Aylin. Al año siguiente interpretó el personaje de Ayla en la serie histórica Kurt Seyit ve Şura ambientada en 1915. En el mismo año interpretó el papel de Demet en la película Tut Sözünü dirigida por Oğuz Çelik. En 2015, interpretó el papel de Asli Koçer en la serie emitida en Star TV Çilek Kokusu.
En 2016 y 2017, interpretó el papel de Lale Yenilmez, la protagonista de la comedia romántica emitida en Fox No: 309, también conocida como Room Number: 309, junto al actor Furkan Palalı. En 2017 interpretó el papel de Aysel en la película Sen Kiminle Dans Ediyorsun dirigida por Burak Aksak.
Desde mayo de 2018 hasta agosto de 2019 interpretó el papel principal de Sanem Aydin en la comedia romántica turca Erkenci Kuş, junto con Can Yaman. Gracias a su éxito en el papel de Sanem Aydin, recibió el premio a la Mejor actriz en la ceremonia de entrega de premios Murex d'Or que se celebra anualmente en el Líbano. Además, también mostró su talento como cantante, grabando el tema principal de la serie, Sana Da Günaydın.
En el 2018 apareció en el programa de televisión emitido en Fox TOLGSHOW. En diciembre del mismo año, fue invitada en el programa de televisión de TV8 O Ses Türkiye, donde actuó en el escenario junto con Can Yaman con la canción Gamzelim.
De noviembre de 2019 a 2024, se convirtió en la cara oficial de Pantene en Turquía. Desde diciembre de 2019 hasta mayo de 2021, interpretó el papel principal de Zeynep Göksu en la serie de TV8 Mi hogar, mi destino (Doğduğun Ev Kaderindir), junto al actor İbrahim Çelikkol. La historia está inspirada en el libro Camdaki Kız (The girl of the window) de Gülseren Budayıcıoğlu. En el 2020 protagonizó la serie Kırmızı Oda. En 2021 participó en el programa de televisión transmitido por Kanal D Çok Güzel Hareketler 2.
En diciembre de 2021, volvió a ser invitada en el programa de televisión O Ses Türkiye, actuando con la melodía de la canción Aldatildik.
El 11 de febrero de 2022 se estrenó la película de Netflix Aşk Taktikleri dirigida por Emre Kabakuşak, en la que interpretó el papel principal de Asli junto al actor Şükrü Özyıldız. En 2022 ocupó el papel del protagonista Ilkin en la serie web de Disney+ Dünyayla Benim Aramda, junto con el actor Buğra Gülsoy. En el mismo año, participó en el programa de televisión emitido en Fox İbrahim Selim ile Bu Gece.
En 2023 interpretó el papel de Farah Erşadi en la serie emitida en Fox Adım Farah. El 14 de julio del mismo año se estrenó la película de Netflix Ask Taktikleri 2 dirigida por Recai Karagöz, secuela de la película Aşk Taktikleri, en la que volvió a interpretar el papel de la protagonista Aslı Yıldırım. En septiembre del mismo año participó en la 80ª edición del Festival de Cine de Venecia, donde recibió el Premio Kinéo a la Mejor actriz internacional por la serie Kurt Seyit ve Şura.

## Vida personal
En febrero del 2021 oficializó su relación con el actor y cantante Oğuzhan Koç. Un año después, en junio de 2022, la pareja realizó su fiesta de compromiso y formalizó su matrimonio, mientras que el 28 de agosto del mismo año los dos se casaron oficialmente. La pareja se divorció el 8 de mayo de 2023 en las Islas de los Príncipes.

## Cine
| Año  | Título                                                | Personaje     | Director       |
| ---- | ----------------------------------------------------- | ------------- | -------------- |
| 2014 | Tut Sözünü                                            | Demet         | Oğuz Çelik     |
| 2017 | ¿Con quién estás bailando? Sen Kiminle Dans Ediyorsun | Aysel         | Burak Aksak    |
| 2022 | Tácticas de amor Aşk Taktikleri                       | Aslı Yıldırım | Emre Kabakuşak |
| 2023 | Tácticas de amor 2 Ask Taktikleri 2                   | Aslı Yıldırım | Recai Karagöz  |
|      | La boda de los genios Cinlerin düğünü                 | Ceren         | Ferit Karahan  |

## Series de Televisión
| Año       | Título                                       | Personaje      | Cadena  | Notas                              |
| --------- | -------------------------------------------- | -------------- | ------- | ---------------------------------- |
| 2013-2014 | Te contaré un secreto Sana Bir Sır Vereceğim | Aylin Gündoğdu | Fox     | 29 episodios (Personaje principal) |
| 2014      | Kurt Seyit ve Şura                           | Alya           | Star TV | 21 episodios (Elenco principal)    |
| 2015      | Con olor a fresas Çilek Kokusu               | Aslı Koçer     | Star TV | 23 episodios (Personaje principal) |
| 2016-2017 | Habitación 309 No: 309                       | Lale Yenilmez  | Fox     | 65 episodios (Personaje principal) |
| 2018-2019 | Pájaro madrugador Erkenci Kuş                | Sanem Aydın    | Star TV | 51 episodios (Personaje principal) |
| 2019-2021 | Mi hogar, mi destino Doğduğun Ev Kaderindir  | Zeynep Göksu   | TV8     | 43 episodios (Personaje principal) |
| 2020      | Habitación roja Kırmızı Oda                  | Zeynep Göksu   | TV8     | 1 episodio (Estrella invitada)     |
| 2023      | Mi nombre es Farah Adım Farah                | Farah Erşadi   | Fox     | 27 episodios (Personaje principal) |
| 2025      | Eşref Rüya                                   | Nisan Akyol    | Kanal D | (Personaje principal)              |

## Series Digitales
| Año  | Título                                    | Personaje | Plataforma | Notas       |
| ---- | ----------------------------------------- | --------- | ---------- | ----------- |
| 2022 | Entre el mundo y yo Dünyayla Benim Aramda | İlkin     | Disney+    | 8 episodios |

## Teatro
| Año  | Título                 | Cadena  | Papel             |
| ---- | ---------------------- | ------- | ----------------- |
| 2018 | TOLGSHOW               | Fox     | Improvisación     |
| 2018 | TOLGSHOW               | Fox     | Estrella invitada |
| 2021 | Çok Güzel Hareketler 2 | Kanal D |                   |

## Programas de Televisión
| Año        | Título                    | Cadena | Notas             |
| ---------- | ------------------------- | ------ | ----------------- |
| 2018, 2021 | O Ses Türkiye             | TV8    | Estrella invitada |
| 2020       | Verissimo, Italy          |        | Estrella invitada |
| 2021       | Ibrahim Selim ile Bu Gece | Fox    | Estrella invitada |
| 2022       | Ibrahim Selim ile Bu Gece | Fox    | Estrella invitada |
| 2023       | Oğuzhan Uğur'la P!NÇ      | Web    | Estrella invitada |
| 2024       | Empati                    | Web    | Estrella invitada |

## Comerciales
| Año       | Título                               | Notas               |
| --------- | ------------------------------------ | ------------------- |
| 2012      | Pegaso Hava Yolları                  | Imagen publicitaria |
| 2015      | Fresh Company Markasının Reklam Yüzü | Imagen publicitaria |
| 2016      | Garnier                              | Embajadora de marca |
| 2018      | Cepteteb                             | junto con Can Yaman |
| 2019-2023 | Pantene                              | Embajadora de marca |
| 2022      | Disney+                              | Embajadora de marca |
| 2023      | Etti Browni intense                  | Imagen publicitaria |
| 2024      | Konfor Mobilya                       | Imagen publicitaria |

## Revistas
| Revista              | Mes                | Año  | País    |
| -------------------- | ------------------ | ---- | ------- |
| HeyGirl              | Diciembre-Aralık   | 2013 | Turquía |
| Türkiye’nin Starları | Enero-Ocak         | 2014 | Turquía |
| ALL Magazine         | Diciembre-Aralık   | 2015 | Turquía |
| Formsanté            | Octubre- Ekim      | 2015 | Turquía |
| BeStyle Magazine     | Julio- Temmuz      | 2016 | Turquía |
| Elele                | Agosto-Ağustos     | 2016 | Turquía |
| ALL Magazine         | Noviembre- Kasım   | 2017 | Turquía |
| InStyle Türkiye      | Febrero - Şubat    | 2017 | Turquía |
| InStyle Türkiye      | Julio- Temmuz      | 2018 | Turquía |
| Elele                | Septiembre- Eylül  | 2018 | Turquía |
| MAG                  | Octubre- Ekim      | 2018 | Turquía |
| Marie Claire Türkiye | Febrero- Şubat     | 2019 | Turquía |
| L’Officiel Türkiye   | Enero - Ocak       | 2020 | Turquía |
| Marie Claire Türkiye | Septiembre- Eylül  | 2020 | Turquía |
| Part Magazine        | Octubre- Ekim      | 2020 | Turquía |
| InStyle Türkiye      | Febrero- Şubat     | 2020 | Turquía |
| BeStyle Magazine     | Diciembre - Aralık | 2020 | Turquía |
| Hello! Türkiye       | Septiembre - Eylül | 2021 | Turquía |
| Elle Türkiye         | Marzo- Mart        | 2022 | Turquía |
| L’Officiel Türkiye   | Septiembre - Eylül | 2022 | Turquía |
| MQ Magnet Quarterly  | Septiembre - Eylül | 2022 | Turquía |
| Vogue Türkiye        | Diciembre- Aralık  | 2022 | Turquía |
| InStyle Türkiye      | Enero-Ocak         | 2023 | Turquía |
| InStyle Türkiye      | Mayo- Mayıs        | 2023 | Turquía |
| HI CELEB India       | Marzo- Mart        | 2024 | India   |
| ELLE Italy           | Abril- Nisan       | 2024 | Italia  |
| Marie Claire Türkiye | Mayo- Mayıs        | 2024 | Turquía |
| Sober                | Noviembre -Kasim   | 2024 | Turquía |
| InStyle Türkiye      | August-Ağustos     | 2025 | Turquía |

## Bailarina Profesional
| Año  | Artista                  | Papel              | Nota                                |
| ---- | ------------------------ | ------------------ | ----------------------------------- |
| 2009 | Mustafa Sandal           | Bailarina de apoyo | "Ateş Et ve Unut" videoclip musical |
| 2012 | Efes Kızları Müthiş Dans | Equipo de baile    |                                     |
| 2016 | Bengü                    | Guest star         | "Hodri Meydan" videoclip musical    |

## Premios y reconocimientos
| Año  | Premio | Categoria                                                   | Trabajo                                        |          |                                 |
| 2014 | StarMetre Fan Faktör 2 Kristal Ödülleri Premios StarMetre Fan Factor 2 Crystal                               | Kristal Ödül Premio Cristal                                 | Te contaré un secreto Sana Bir Sır Vereceğim   | Ganadora | [ 1 ]                           |
| 2016 | 7. KTÜ Medya Ödülleri 7º Premios KTÜ Media                                                                   | Mejor Actriz Revelación                                     | Con Olor a Fresas Çilek Kokusu                 | Nominada | [ 53 ]                          |
| 2016 | Türkiye Gençlik Ödülleri 2º Estrella Dorada de los Premios Juveniles de Turquía                              | Mejor Actriz de TV femenina                                 | Con Olor a Fresas Çilek Kokusu                 | Nominada | [ 53 ]                          |
| 2016 | 43. Pantene Altın Kelebek Ödülleri 43º Premios Pantene Mariposa Dorada                                       | Mejor Actriz Serie de Comedia                               | Habitación 309 No: 309                         | Nominada | [ 53 ]                          |
| 2017 | Müzikonair Ödülleri 1th Musiconair Awards                                                                    | Mejor Actriz de TV femenina                                 | Habitación 309 No: 309                         | Nominada |                                 |
| 2017 | Gelişim Üniversitesi 6. Medya Ödülleri 6º Premios de los Medios de la Universidad de Gelişim                 | Mejor Actriz de TV del Año                                  | Habitación 309 No: 309                         | Ganadora | [ 54 ]                          |
| 2017 | Türkiye Gençlik Ödülleri Estrella Dorada de los Premios Juveniles de Turquía                                 | Mejor Actriz Serie de TV                                    | Habitación 309 No: 309                         | Nominada | [ 53 ]                          |
| 2017 | 44 Pantene Altin Kelebek Ödülleri 44º Premios Pantene Mariposa Dorada                                        | Mejor Pareja en Serie de TV                                 | Habitación 309 No: 309                         | Nominada | Compañero Furkan Palalı         |
| 2018 | 45. Pantene Altın Kelebek Ödülleri 45º Premios Pantene Mariposa Dorada                                       | Mejor Actriz Serie de Comedia Romántica                     | Pájaro madrugador Erkenci Kuş                  | Ganadora | [ 53 ]                          |
| 2018 | 45. Pantene Altın Kelebek Ödülleri 45º Premios Pantene Mariposa Dorada                                       | Mejor serie de comedia romántica                            | Pájaro madrugador Erkenci Kuş                  | Ganadora | [ 53 ]                          |
| 2018 | 45. Pantene Altın Kelebek Ödülleri 45º Premios Pantene Mariposa Dorada                                       | Mejor Pareja Serie de TV                                    | Pájaro madrugador Erkenci Kuş                  | Nominada | Compañero Can Yaman             |
| 2018 | Medya Ve Sanat Ödülleri Premios de Medios y Artes                                                            | Mejor Pareja Serie de TV                                    | Pájaro madrugador Erkenci Kuş                  | Ganadora | Compañero Can Yaman             |
| 2019 | 19. İnternet Medyası Yılın En İyileri 9º Premios Mejor Medio de Internet del Año                             | Mejor Pareja Serie de TV                                    | Pájaro madrugador Erkenci Kuş                  | Ganadora | Compañero Can Yaman             |
| 2019 | Murex D'or Awards                                                                                            | Mejor Actriz Internacional                                  | Pájaro madrugador Erkenci Kuş                  | Ganadora | [ 58 ] [ 59 ]                   |
| 2019 | 5. Türkiye Gençlik Ödülleri 5º Estrella Dorada de los Premios Juveniles de Turquía                           | Mejor Actriz de TV femenina                                 | Pájaro madrugador Erkenci Kuş                  | Ganadora | [ 60 ] [ 61 ]                   |
| 2019 | 5. Türkiye Gençlik Ödülleri 5º Estrella Dorada de los Premios Juveniles de Turquía                           | Mejor Serie de TV                                           | Pájaro madrugador Erkenci Kuş                  | Ganadora | [ 60 ] [ 61 ]                   |
| 2019 | 10. Quality Ödülleri 10º Premios Calidad                                                                     | Mejor Actriz de calidad                                     | Pájaro madrugador Erkenci Kuş                  | Ganadora | [ 62 ] [ 63 ]                   |
| 2019 | Altın Palmiye Ödülleri Premios Palma de Oro Turquía                                                          | Mejor Actriz Serie de TV                                    | Pájaro madrugador Erkenci Kuş                  | Nominada | [ 53 ]                          |
| 2019 | 46. Pantene Altın Kelebek Ödülleri 46º Premios Pantene Mariposa Dorada                                       | Mejor Pareja Serie de TV                                    | Pájaro madrugador Erkenci Kuş                  | Nominada | Compañero Can Yaman             |
| 2019 | 46. Pantene Altın Kelebek Ödülleri 46º Premios Pantene Mariposa Dorada                                       | Mejor Serie de Comedia Romántica                            | Pájaro madrugador Erkenci Kuş                  | Nominada | Compañero Can Yaman             |
| 2019 | 46. Pantene Altın Kelebek Ödülleri 46º Premios Pantene Mariposa Dorada                                       | Mejor Actriz de Serie de Comedia Romántica                  | Pájaro madrugador Erkenci Kuş                  | Nominada | Compañero Can Yaman             |
| 2020 | 6. Türkiye Gençlik Ödülleri 6º Estrella Dorada de los Premios Juveniles de Turquía                           | Mejor Actriz Serie de TV                                    | Mi hogar, mi destino Doğduğun Ev Kaderindir    | Nominada | [ 53 ]                          |
| 2020 | Premios PRODU Premios PRODU                                                                                  | Mejor Actriz Serie Extranjera                               | Mi hogar, mi destino Doğduğun Ev Kaderindir    | Nominada | [ 53 ]                          |
| 2020 | 3. Uluslararası İzmir Film Festivali 3º Festival Internacional de Cine de Esmirna                            | Mejor Actriz Serie de TV                                    | Mi hogar, mi destino Doğduğun Ev Kaderindir    | Nominada | [ 53 ]                          |
| 2021 | 9. TV Yıldızları Ayaklı Gazete Ödülleri 9º Premios a las estrellas de televisión Ayakli Gazete               | Mejor Actriz Serie de TV                                    | Mi hogar, mi destino Doğduğun Ev Kaderindir    | Nominada | [ 53 ]                          |
| 2022 | Türkiye Gençlik Ödülleri 8º Estrella Dorada de los Premios Juveniles de Turquía                              | Mejor Actriz de TV                                          | Mi hogar, mi destino Doğduğun Ev Kaderindir    | Nominada | [ 53 ]                          |
| 2022 | Türkiye Gençlik Ödülleri 8º Estrella Dorada de los Premios Juveniles de Turquía                              | Mejor Pareja Serie de TV                                    | Mi hogar, mi destino Doğduğun Ev Kaderindir    | Nominada | Partner Ibrahim Çelikkol        |
| 2022 | 48. Pantene Altın Kelebek Ödülleri 48º Premios Pantene Mariposa Dorada                                       | Mejor Serie Digital                                         | Entre el mundo y yo Dünyayla Benim Aramda      | Ganadora | [ 64 ]                          |
| 2022 | 48. Pantene Altın Kelebek Ödülleri 48º Premios Pantene Mariposa Dorada                                       | Mejor Actriz                                                | Entre el mundo y yo Dünyayla Benim Aramda      | Nominada | [ 64 ]                          |
| 2022 | 48. Pantene Altın Kelebek Ödülleri 48º Premios Pantene Mariposa Dorada                                       | Mejor Pareja Serie de TV                                    | Entre el mundo y yo Dünyayla Benim Aramda      | Nominada | Compañero Buğra Gülsoy          |
| 2022 | Altin 61 Ödülleri 8º Premios Oro 61                                                                          | Mejor Actriz del Año en una Serie Digital                   | Entre el mundo y yo Dünyayla Benim Aramda      | Nominada |                                 |
| 2022 | Altin 61 Ödülleri 8º Premios Oro 61                                                                          | Mejor Serie Digital                                         | Entre el mundo y yo Dünyayla Benim Aramda      | Nominada |                                 |
| 2022 | Kizlar Soruyor Ödülleri Premios Kızlar Soruyor                                                               | Mejor Actriz del Año                                        | Entre el mundo y yo Dünyayla Benim Aramda      | Nominada |                                 |
| 2023 | Türkiye Gençlik Ödülleri 9º Estrella Dorada de los Premios Juveniles de Turquía                              | Mejor Serie de Plataformas Digitales                        | Entre el mundo y yo Dünyayla Benim Aramda      | Ganadora |                                 |
| 2023 | Kinéo Awards Premios Kineo - 21 Edición de la Biennale de Venecia                                            | Mejor Actriz Internacional                                  | Premio honorífico a su trayectoria profesional | Ganadora | [ 47 ] [ 48 ]                   |
| 2023 | Trendler Zirvesi 23’ İTÜ Cumbre de Tendencias 2023                                                           | Actriz más popular                                          |                                                | Ganadora | Universidad Técnica de Estambul |
| 2023 | Kizlar Soruyor Ödülleri Premios Kızlar Soruyor                                                               | Pareja de Series de TV Más Adecuada del Año                 | Mi nombre es Farah Adım Farah                  | Ganadora | Partner Engin Akyürek           |
| 2023 | Dizilah Güzel Awards (Premios votados por el público internacional)                                          | Mejor Serie Nueva de TV                                     | Mi nombre es Farah Adım Farah                  | Ganadora | [ 68 ] [ 69 ]                   |
| 2023 | Dizilah Güzel Awards (Premios votados por el público internacional)                                          | Mejor Elenco de Reparto                                     | Mi nombre es Farah Adım Farah                  | Ganadora | [ 68 ]                          |
| 2023 | Dizilah Güzel Awards (Premios votados por el público internacional)                                          | Mejor Actriz                                                | Mi nombre es Farah Adım Farah                  | Nominada |                                 |
| 2023 | Dizilah Güzel Awards (Premios votados por el público internacional)                                          | Mejor Pareja Serie de TV                                    | Mi nombre es Farah Adım Farah                  | Nominada | Compañero Engin Akyürek         |
| 2023 | Altin 61 Ödülleri 9º Premios Oro 61                                                                          | Mejor Actriz del Año                                        | Mi nombre es Farah Adım Farah                  | Nominada |                                 |
| 2023 | Altin 61 Ödülleri 9º Premios Oro 61                                                                          | Mejor Pareja Serie de TV                                    | Mi nombre es Farah Adım Farah                  | Nominada | Compañero Engin Akyürek         |
| 2023 | 49 Pantene Altin Kelebek Ödülleri 49th Premios Pantene Mariposa Dorada                                       | Mejor Pareja en Serie de TV                                 | Mi nombre es Farah Adım Farah                  | Nominada | Compañero Engin Akyürek         |
| 2023 | Murex d'Or Awards                                                                                            | Premio del Público a la Mejor Pareja en Serie de Televisión | Mi nombre es Farah Adım Farah                  | Nominada | Compañero Engin Akyürek         |
| 2023 | Altın Palmiye Ödülleri Premios Palma de Oro Turquía                                                          | Mejor Actriz de Cine                                        | Tácticas de Amor 2 Aşk Taktikleri 2            | Nominada | [ 53 ]                          |
| 2024 | İKÜ Kariyer Onursal Ödülleri (İstanbul Kültür Üniversitesi) IKÜ Premios Honoríficos a la Carrera Profesional | Mejor Actriz                                                | Premio Honorario por su carrera profesional    | Ganadora | [ 71 ]                          |
| 2024 | Premios DIAFA -Distinctive International Arab Festivals Awards                                               | Mejor Actriz Internacional                                  |                                                | Ganadora | [ 72 ]                          |